# Freycinetia lombokensis
Freycinetia lombokensis là một loài thực vật có hoa trong họ Dứa dại. Loài này được Markgr. miêu tả khoa học đầu tiên năm 1929.